# عبرت نائینی
محمدعلی بن عبدالخالق مصاحبی نائینی متخلص و مشهور به عبرت نائینی (۱۲۴۵–۱۳۲۱) شاعر ایرانی بود.
اهل نائین و از خانوادهٔ مصاحب‌های نائین بود. مدفن او در امامزاده عبدالله شهرری است.

## آثار
آثار او اکثراً در باب فلسفه و عرفان است که می‌توان قوی‌ترین و معروف‌ترین اثر وی را نام برد:
| چون نور که از مهر جدا هست و جدا نیست |  | عالم همه آیات خدا هست و خدا نیست     |
| ما پرتو اوییم و هم اوییم و نه اوییم  |  | چون نور که از مهر جدا هست و جدا نیست |
| در آینه بینید اگر صورت خود را        |  | آن صورت آیینه شما هست و شمانیست      |
| هر جا نگری جلوه گر شاهد غیبی است     |  | او را نتوان گفت کجا هست و کجا نیست   |

همچنین آثار فلسفی و عرفانی همچون شعر زیر از او موجود است:
| صبر بر درد نه از همت مردانه ماست |  | صبر از او درد از او همت مردانه از اوست |

## نظرات دیگران
احمد کسروی در کتاب «در پیرامون ادبیات»، در انتقاد از برخی مضامین اشعار نائینی و در میانهٔ بحث دربارهٔ هزل‌نویسی در آن دوره چنین می‌نویسد:
نمی‌دانم می‌شناختید «عبرت» نام مردی را که هفتاد سال با بیکاری و بیخاندانی و باده‌خواری و بچه‌بازی و یاوه‌بافی گذرانیده و چند سال پیش مرد، که شعرها در مرگش گفتند و گفتارها نوشتند. این شعرها ازوست که در روزنامه‌ها چاپ شده بود:
| کام دلرا یکشب از آن سیمبر خواهم گرفت |  | وقت پیری عشقبازی را ز سر خواهم گرفت |
| گر پدر منعم کند از عشق آن زیبا پسر   |  | از پدر دل در هوای آن پسر خواهم گرفت |

اینها هم ازوست. اینها هم در روزنامه‌ها به چاپ رسیده بود. با صد رسوایی، اینگونه شعرها را در روزنامه‌ها چاپ‌کرده می‌پراکندند. دیوان ایرج را با آن رسوایی بیست‌وپنج هزار نسخه به چاپ می‌رسانیدند. اینهمه زشتی‌ها را می‌کردند و نامش را «ادبیات» می‌گزاردند.